# Comuna Telelînți, Jmerînka
Telelînți (în ucraineană Телелинці) este o comună în raionul Jmerînka, regiunea Vinnița, Ucraina, formată din satele Leninka și Telelînți (reședința).

## Demografie
Componența lingvistică a satului Telelînți
     Ucraineană (99,31%)
     Alte limbi (0,52%)
Conform recensământului din 2001, majoritatea populației satului Telelînți era vorbitoare de ucraineană (99,31%), existând în minoritate și vorbitori de alte limbi.